# Drc

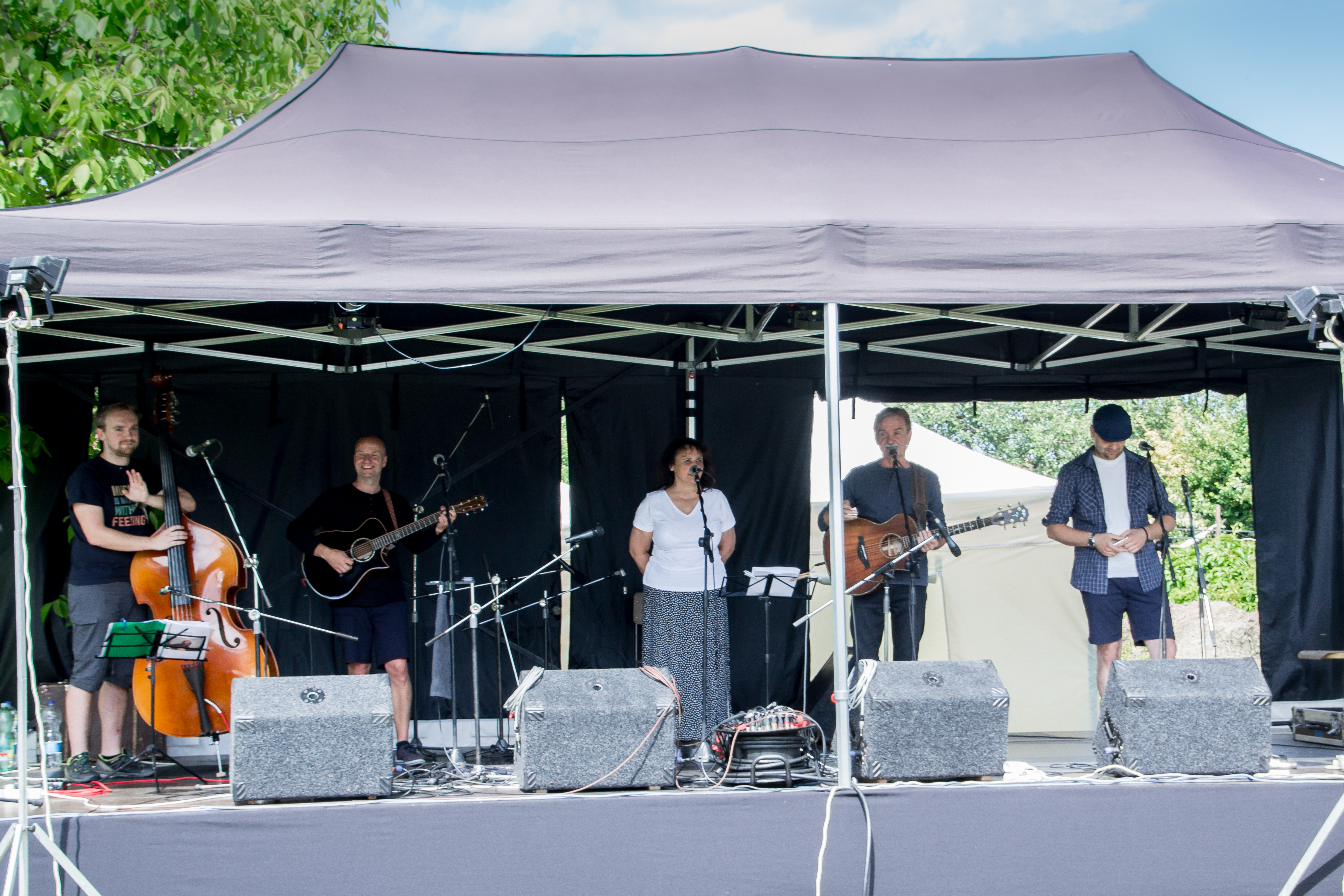
Skupina DRC na Gejzír fest open air (2024), České Budějovice.

Drc je česká folková hudební skupina s autorským rukopisem, založená v roce 1991, která hraje v obsazení Jan Švejkar (kytara, zpěv), Hana Švejkarová (zpěv), Vítek Zicha (kytara), Michal Pazdera (baskytara) a Janek Švejkar mladší (foukací harmonika). Hlavní tvář této hudební formace tvoří Jan a Hana Švejkarovi, kteří svým spoluhráčům udávají osobitý směr. Po textové stránce skupina DRC od vydání CD s názvem Káva ve dvou spolupracuje s textaři Zbyškem Raškou a Šárkou Kavanovou, zároveň mnohé písně doprovází osobité texty od zakladatelů kapely. Jejich hudební tvorbu inspirovala především jihočeská folková scéna s protagonisty Pavlem Žalmanem Lohonkou s Minesengry, Nezmary, Pavlínou Jíšovou, skupinou Sem tam ale i Brontosaury nebo skupinou Nerez se Zuzanou Navarovou. 
Skupinu si lze poslechnout nejen na veřejných akcích pořadatelů, ale také na individuálních vystoupeních  s vlastním ozvučením, kam si zve své hosty.

## Historie skupiny
Skupina DRC vznikla v roce 1991 a zpočátku její členové vystupovali jako duo, tvořené Janem a Hankou Švejkarovými. Jejich  počátky se však pojí s portou 1986, kdy poprvé vystupují na folkové hudební scéně. V uskupení s názvem Mlask se spoluhráčem Petrem Bohuslavem (nyní členem skupiny Asonance) a Romanem Soukupem. Po odchodu obou spoluhráčů manželé zakládají duo DRC v obsazení akustická kytara a zpěv, doplněná druhým vokálem Hany Švejkarové. Repertoár postavili výhradně na vlastní tvorbě, a to především po stránce hudební. Textovou stránku doplňovali střídavě textaři - Eva Burianová (ČARODĚJKA), Šárka Kavanová (KARMÍNOVÁ), Jan Matěj Krnínský (DUŠE), Miki Sebera (BŮH TO VÍ) a Zbyšek Raška (LETNÍ BOSANOVA). Oba posledně zmiňovaní také ve skupině později působili jako kontrabasista a bubeník. Během více než třiceti let existence prošla skupina mnoha personálními obměnami. Měnil se i hudební styl, a to od folku k rockfolku a opět zase k folku. Vlivem nástrojového obsazení, které ve své době originálně propojilo klasické nástroje s elektrickými (violoncello se sólovou elektrickou kytarou). Rokovější směr pak udaly bicí.
První úspěchy si skupina připisovala v rámci postupu v oblastních kolech Porty a následně v roce 1994, kdy vyhrála hlavní kolo Jihočeské Porty. Kromě účasti na celostátní Portě ve Svitavách, pak přišly nabídky k vystoupení na folkových festivalech Zahrada, Folková růže, Okolo Třeboně, Folkový lok Hluboká nad Vltavou, Stodola Michala Tučného a další. V rámci vydání debutového alba s názvem Čarodějka vyrazili Honza a Hanka Švejkarovi pod taktovkou vydavatelství Snake Records na rádiová interview napříč celou republikou. CD Čarodějka se úspěšně vyprodalo.

### Debutové albumČarodějka
Zrození CD Čarodějka předcházelo natáčení videoklipu titulní písničky Čarodějka. Videoklip točila Jihočeská televize TVSC plus, hudba pro videoklip byla nahrána ve studiu Honzy Friedla ve Vyšším Brodě. Ve stejnou dobu TVSC plus také produkovala videoklip pro skupinu Vitacit, která nabídla v rámci vydavatelství Snake Records skupině DRC natočení svého debutového alba. CD Čarodějka autoři vytvořili v nahrávacím studiu Benas a vydalo se pod křídly výše zmiňovaného vydavatelství. O hudební režii se zde postaral Pavel „Kuře“ Hejč, zakládající člen skupiny Vitacit.

### Ještě je čas
V roce 2004 vydala pod vydavatelstvím Ji-ho music skupina DRC CD s názvem Ještě je čas. Rockové ladění tohoto CD vycházelo z aranží, jejichž základ tvořily bicí a sólová kytara. Hudební motivy však stále vycházejí z autorské tvorby Hanky a Honzy Švejkarových.

### Tragédie o smrti býka
Tragédie o smrti býka je volným pokračováním hudebního stylu skupiny. Poprvé se zde představuje Hanka Švejkarová jako autorka textů písní Zpívám, Nechci ti lhát a Dám ti víc, kde odhaluje vlastní niterný svět. 

### Káva ve dvou
V domácím studiu natočila skupina DRC již čtvrté CD s názvem Káva ve dvou. Rozsáhlá sada písní je návratem do klidných vln folkového ladění. Využila tak období covidových omezení a pustila se do nahrávání zcela nových písniček. Na aranžích se také podíleli přizvaní muzikanti - hosté, kteří osobitě svými nástroji doladili nosné melodie. Přídavkem tohoto CD je také sada „pseudolidovek“, jejichž autorem je Honza Švejkar.

## Ocenění
- V roce 1994 skupina vyhrála hlavní kolo Jihočeské Porty
- Vítěz hitparády Folkové stupně na Country radiu (08.11.2021)[12]
- Vítěz hitparády Kolem se toč na rádiu Proglas (03.04.2022)[13]

## Členové skupiny

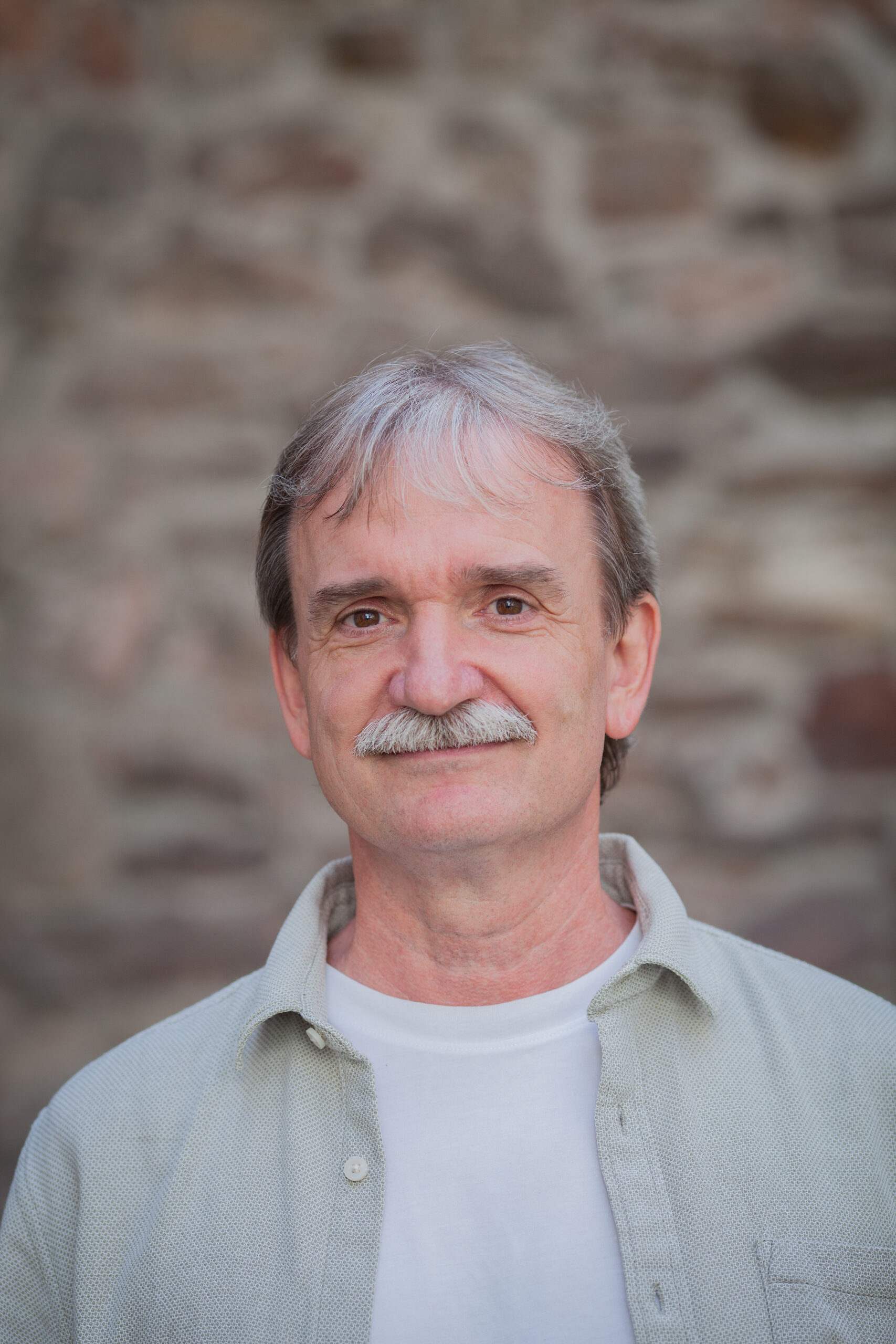
Jan Švejkar

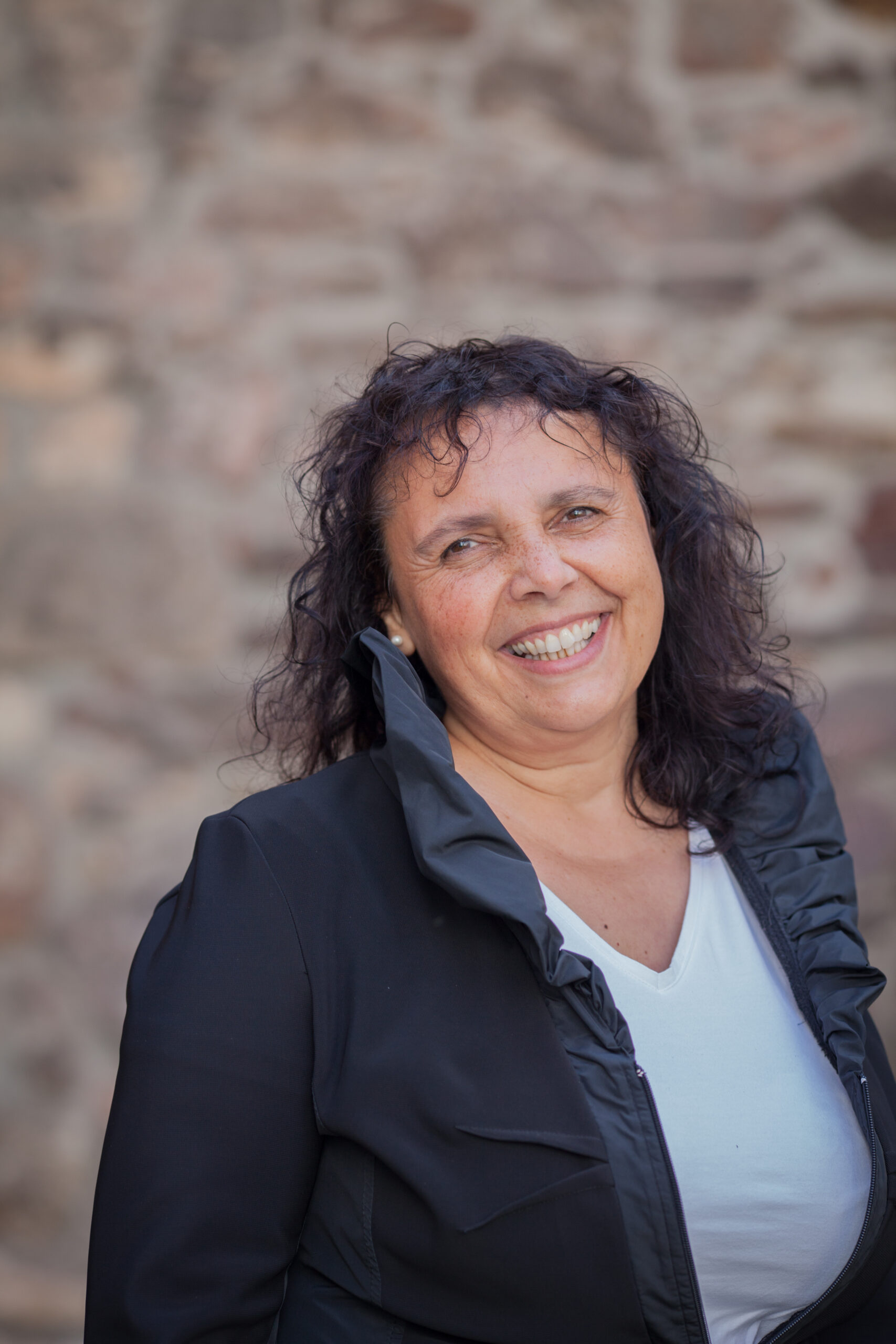
Hana Švejkarová

- Jan Švejkar (zpěv, akustická kytara)
- Hana Švejkarová (zpěv)
- Vítek Zicha (zpěv, akustická kytara)
- Jan Švejkar ml. (zpěv, foukací harmoniky)
- Michal Pazdera (baskytara)

## Bývalí členové skupiny
- Petr Bohuslav (zpěv, akustická kytara)
- Roman Soukup (akustická kytara)
- Jan Matěj Krnínský (kontrabas)
- Hana Finková (violoncello)
- Karel Dřínek (akustická kytara)
- Milan Flachs (elektrická kytara)
- Oldřich Sýkora (baskytara)
- Vendula Tampierová (violoncello)
- Jiří Přech (elektrická kytara)
- Petr Baier (bicí)
- Zbyšek Raška (bicí)
- Mirek Kudrna Kučera (bicí)
- Daniel Hubáček (bicí)
- Kristýna Vačkářová (baskytara)
- Petr Lunge (kontrabas)

## Hostující hudebníci
- Roman Smola (klávesy)
- Radim Pígl (perkuse)
- Jiří Regásek (baskytara)
- Petr Turek (španělská kytara)
- Antonín Vidlák (klarinet, saxofon)
- Mikuláš Balo (flétny)

## Textaři
- Miki Sebera
- Zbyšek Raška
- Pavlína Jíšová
- Šárka Kavanová
- Eva Burianová
- Jan Švejkar
- Hana Švejkarová
- Jan Matěj Krnínský
- Jan Houska

## Diskografie
- Čarodějka  (Vydáno: 1996, vydavatelství: SNAKE RECORDS)
- Ještě je čas  (Vydáno:2004, vydavatelství: JI-HO MUSIC)
- Tragédie o smrti býka (Vydáno: 2008, vydavatelství: JI-HO MUSIC)
- Káva ve dvou (Vydáno: 2021, vydavatelství: © DRC)

## Videoklipy
- DRC - Čarodějka  (Premiéra: 30. 9. 2019)[5]